# Schmidtia
Schmidtia es un género de plantas herbáceas perteneciente a la familia de las poáceas. Es originario de África tropical y del sur, Cabo Verde y Pakistán.

## Citología
El número cromosómico básico es x = 9, con números cromosómicos somáticos de 2n = 36.

## Especies
| - Schmidtia abyssinica - Schmidtia ambigua - Schmidtia anethifolia - Schmidtia anlopora - Schmidtia bulbosa - Schmidtia capensis - Schmidtia coronopifolia - Schmidtia dura - Schmidtia farinulosa - Schmidtia filiformis - Schmidtia fruticosa - Schmidtia glabra - Schmidtia intermedia - Schmidtia kalahariensis | - Schmidtia kalihariensis - Schmidtia laciniata - Schmidtia lagopoda - Schmidtia misakia - Schmidtia muta - Schmidtia nobilis - Schmidtia pappophoroides - Schmidtia parviflora - Schmidtia quercifolia - Schmidtia quinqueseta - Schmidtia subtilis - Schmidtia utriculata - Schmidtia utriculosa - Schmidtia variabilis - Schmidtia webbii |